# Olav Zanetti
Olav Zanetti (Oslo, 29 aprile 1976) è un ex calciatore norvegese, di ruolo difensore.

## Carriera

### Club
Di origini italiane, Zanetti iniziò la carriera con la maglia dello Skjetten. Restò in squadra fino al 1999, anno in cui venne ingaggiato dal Lillestrøm: esordì nella Tippeligaen il 13 giugno dello stesso anno, giocando da titolare nel successo per due a uno in casa del Bodø/Glimt.
Nel 2002 passò allo Hønefoss, militante nella Adeccoligaen: debuttò il 14 aprile 2002, giocando da titolare nel successo per tre a uno sullo Åsane. Il 6 luglio 2003 segnò la prima rete per il nuovo club, consentendo allo Hønefoss di imporsi per uno a zero sullo Haugesund.
Nel 2006 tornò nella massima divisione per vestire la maglia del Sandefjord. Giocò il primo incontro in data 23 aprile, nella vittoria per uno a zero della sua squadra sul Tromsø. Con la squadra, arrivò fino alla finale di Coppa di Norvegia 2006, ma il Fredrikstad ebbe la meglio per tre a zero. Il 5 agosto 2007 segnò la prima rete in campionato per il Sandefjord, nel successo per quattro a uno sul Viking.
Al termine della Tippeligaen 2010, che culminò con la retrocessione della squadra, fu svincolato. Nel 2011, passò al Fram Larvik, per poi trasferirsi allo Stjørdals-Blink nel corso dello stesso anno.